# هيفاء بسيسو
هيفا بسيسو (مواليد عام 1990) هي يوتيوبر ومدونة ومغنية راب فلسطينية أمريكية تنشر بانتظام تجارب سفرها وتتحدث عن مواضيع ذات أهمية ثقافية في العالم العربي.

## الحياة المبكرة والتعليم
ولدت هيفاء بسيسو ونشأت في دبي. أكملت بسيسو تعليمها في الجامعة الأمريكية في دبي حيث درست الإنتاج الرقمي ورواية القصص. وتخرجت في عام 2012.

## الحياة الشخصية
اعتبارًا من عام 2021 يقع مقر شركة بيسيسو في دبي. وهي مسلمة ولها أخت اسمها تالا.

## الحياة مهنية

### بداية مسيرته المهنية
بعد تخرجها من الجامعة عام 2012 بدأت هيفاء مسيرتها المهنية بأدوار مختلفة في الإنتاج التلفزيوني بما في ذلك منصب منتجة في مجموعة MBC وهي مجموعة إعلامية رائدة في دبي. أصبحت في نهاية المطاف منتجة هناك وعملت في عروض مرتبطة بالتكنولوجيا والسفر.
وواصلت هيفاء التفاعل مع المجتمع الإبداعي من خلال العمل على مشاريع تجمع المبدعين الشباب. تعاونت مع الشيخة اليازية آل نهيان من العائلة المالكة لتقديم ورشة عمل لصناعة الأفلام للأفراد المبدعين من جزر القمر.

### قناة اليوتيوب
اكتسبت بسيسو اهتمامًا لأول مرة عبر الإنترنت بعد نشر مقاطع فيديو على قناتها على يوتيوب "حلق مع هيفاء"، والتي صورتها في وقت فراغها أثناء عملها على محتوى السفر لصاحب عملها. بعد أن نشرت لمدة عام تركت وظيفتها في البث.
تلقت بسيسو دعوات من بعض البلدان الأخرى لزيارتها باعتبارها مؤثرة في مجال السفر مما لفت المزيد من الاهتمام إلى قناتها. كما حصلت أيضًا على صفقات سفيرة لعلامات تجارية من شركات مثل كانون ودوف وليبتون وباندورا.
في عام 2018 أطلقت أغنيتها المنفردة "متزوجة مدى الحياة" من خلال زيارة المناطق السياحية الرئيسية في دبي وهي ترتدي فستانًا أبيض. كان هدف مقطع الفيديو الخاص بها والذي انتشر على نطاق واسع فيما بعد هو معالجة قضية الزواج المبكر والقمع الذي تتعرض له الفتيات الصغيرات.
في عام 2021 أصدرت هيفاء أغنية راب بعنوان "أغنية العيب" تتناول قضية "العار" والتحيز الجنسي داخل الثقافة العربية. استُلهمت الأغنية من تفاعلها مع متابعيها على وسائل التواصل الاجتماعي الذين شاركوا تجاربهم مع العار. صور الفيديو الموسيقي للأغنية في الإمارات، ويشير إلى الحاجة لمعالجة عدم المساواة بين الجنسين داخل المجتمع العربي.

### أعمال أخرى
جاءت لحظة مهمة في مسيرة هيفاء في عام 2016 عندما استضافت حفل جائزة نوبل للسلام عبر البث المباشر على يوتيوب إلى جانب شخصيات مشهورة مثل ستينج وكونان أوبراين.
في عام 2017 شاركت في حملة #أكثر من_لاجئ على اليوتيوب.
في سبتمبر 2019 شاركت في استضافة حفل توزيع جوائز اختيار الأطفال الأول من نيكلوديون في أبو ظبي مع جيسون ديرولو.
ومع اكتسابها شعبية عبر الإنترنت بدأت بسيسو في استخدام منصتها للتحدث ضد الصور النمطية للشعوب والدول العربية. في عام 2021 وبعد أن أخذت وقتًا للتفكير أثناء عمليات الإغلاق بسبب جائحة كوفيد-19 حولت بيسيسو تركيزها إلى تعزيز حقوق المرأة.

## الجوائز والتقدير
قاموا بتكريم بسيسو كأفضل مؤثر في مجال السفر في حفل توزيع جوائز المؤثرين في الشرق الأوسط لعام 2019.
وقد قاموا باختيارها أيضًا كسفيرة لبرنامج يوتيوب منشئ من أجل التغيير حيث شاركت في البرنامج مع 50 منشئ محتوى آخرين من جميع أنحاء العالم. تهدف هذه المبادرة إلى إنشاء محتوى مؤثر يعزز التغيير الإيجابي.